# Pornic Agglo Pays de Retz
Pornic agglo Pays de Retz est une communauté d'agglomération française, créée au 1er janvier 2017 et située dans le département de la Loire-Atlantique et la région Pays de la Loire.

## Historique
Après plusieurs mois de négociations, les conseillers communautaires des deux communauté de communes de Pornic et Cœur Pays de Retz ont décidé de leur fusion le 13 juin 2016 au sein d'une communauté d'agglomération baptisée « Pornic agglo Pays de Retz ».
La communauté d'agglomération est créée au 1er janvier 2017 par arrêté préfectoral du 9 novembre 2016,.
Le 5 janvier 2017, lors de sa réunion inaugurale, le conseil communautaire élit le maire de Pornic, Jean-Michel Brard, à la présidence de la communauté d'agglomération.
Au 1er janvier 2020, la commune de Villeneuve-en-Retz quitte la communauté de communes Sud Retz Atlantique et rejoint Pornic Agglo Pays de Retz.
Le 17 juillet 2024, le conseil communautaire élit la maire des Moutiers-en-Retz, Pascale Briand, à la présidence de la communauté d'agglomération. Cette élection fait suite à la démission de Jean-Michel Brard, élu député de la 9ème circonscription de Loire-Atlantique, le 7 juillet 2024.

## Territoire communautaire

### Géographie
Située au sud-ouest du département de la Loire-Atlantique, l'intercommunalité Pornic Agglo Pays de Retz regroupe 15 communes et présente une superficie de 448,5 km2.

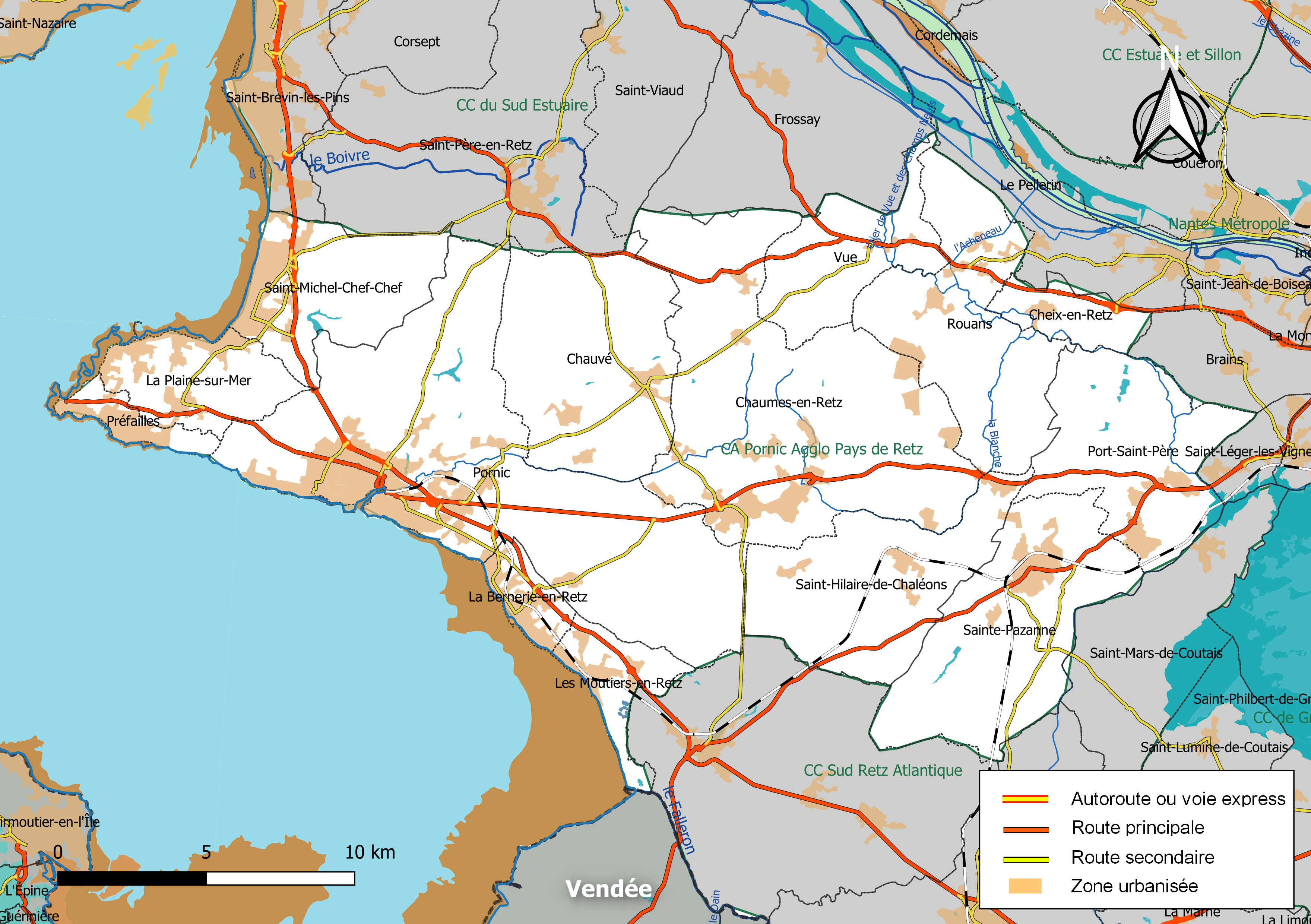
Carte de l'intercommunalité Pornic Agglo Pays de Retz au 1er janvier 2019.

### Composition

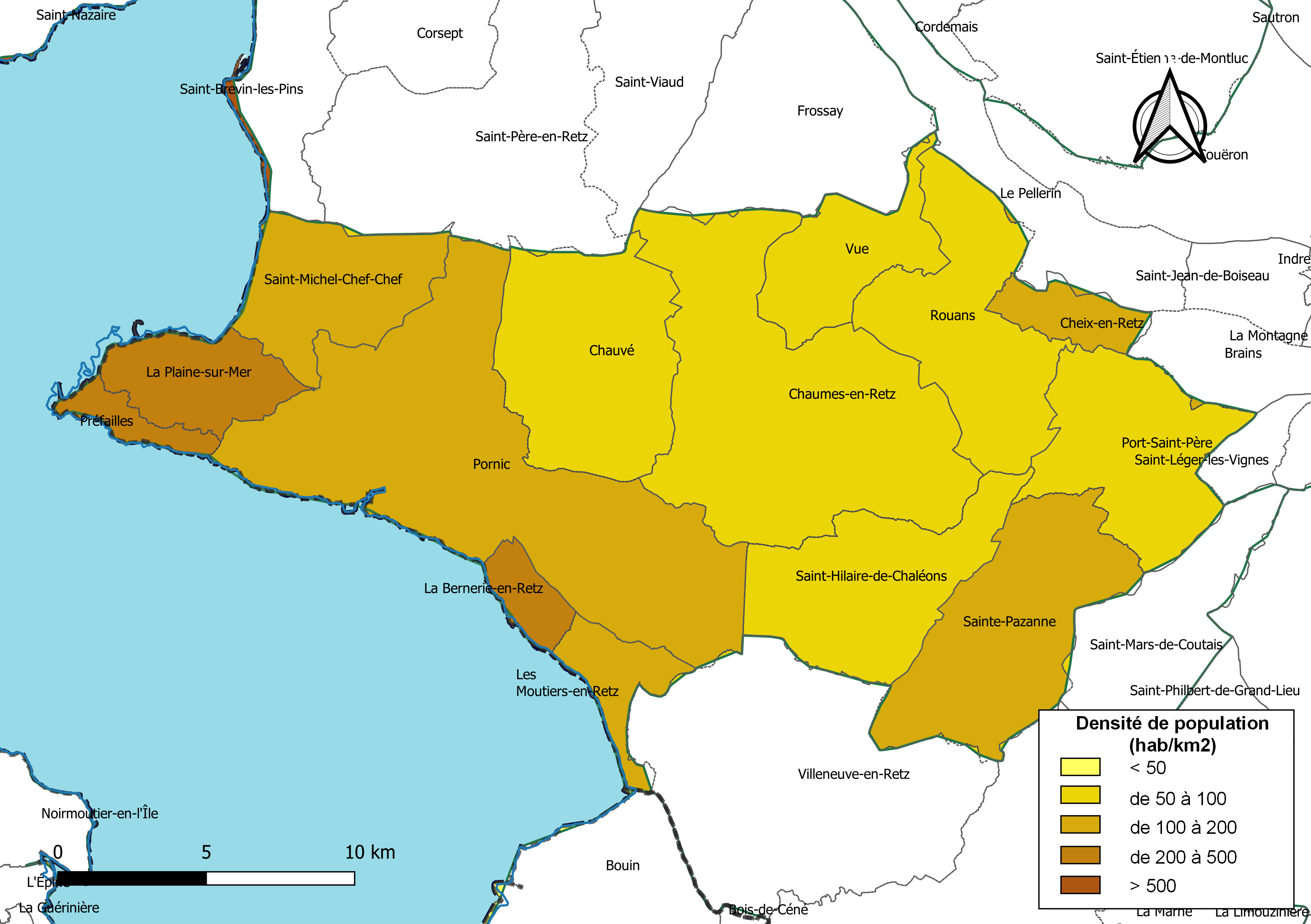
Carte des densités de population (millésimée 2016) des communes de l'intercommunalité Pornic Agglo Pays de Retz. Composition en communes au 1er janvier 2019.

La communauté d'agglomération est composée des 15 communes suivantes :

| Nom                       | Code Insee | Gentilé           | Superficie (km2) | Population (dernière pop. légale) | Densité (hab./km2) |
| ------------------------- | ---------- | ----------------- | ---------------- | --------------------------------- | ------------------ |
| Pornic (siège)            | 44131      | Pornicais         | 94,18            | 18 382 (2022)                     | 195                |
| La Bernerie-en-Retz       | 44012      | Berneriens        | 6,09             | 3 523 (2022)                      | 578                |
| Chaumes-en-Retz           | 44005      | Calmetiens        | 76,55            | 7 288 (2022)                      | 95                 |
| Chauvé                    | 44038      | Chauvéens         | 40,98            | 3 035 (2022)                      | 74                 |
| Cheix-en-Retz             | 44039      | Cheixois          | 8,34             | 1 172 (2022)                      | 141                |
| Les Moutiers-en-Retz      | 44106      | Monastériens      | 9,58             | 1 846 (2022)                      | 193                |
| La Plaine-sur-Mer         | 44126      | Plainais          | 16,39            | 4 617 (2022)                      | 282                |
| Port-Saint-Père           | 44133      | Port-Saint-Périns | 32,57            | 3 046 (2022)                      | 94                 |
| Préfailles                | 44136      | Préfaillais       | 4,88             | 1 246 (2022)                      | 255                |
| Rouans                    | 44145      | Rouansais         | 37,73            | 3 272 (2022)                      | 87                 |
| Saint-Hilaire-de-Chaléons | 44164      | Chaléonnais       | 34,98            | 2 376 (2022)                      | 68                 |
| Saint-Michel-Chef-Chef    | 44182      | Michelois         | 25,12            | 5 520 (2022)                      | 220                |
| Sainte-Pazanne            | 44186      | Pazennais         | 41,56            | 7 209 (2022)                      | 173                |
| Villeneuve-en-Retz        | 44021      | Villeretziens     | 73,68            | 5 004 (2022)                      | 68                 |
| Vue                       | 44220      | Véziens           | 19,51            | 1 716 (2022)                      | 88                 |

### Démographie
| 1968   | 1975   | 1982   | 1990   | 1999   | 2010   | 2015   | 2021   |
| ------ | ------ | ------ | ------ | ------ | ------ | ------ | ------ |
| 29 501 | 30 511 | 33 409 | 35 964 | 41 676 | 55 735 | 60 724 | 67 935 |

## Administration

### Siège
Le siège de la communauté d'agglomération est à Pornic, 2 rue du docteur Ange Guépin.

### Tendances politiques
| Commune                   | Maire                 | Étiquette | Étiquette |
| ------------------------- | --------------------- | --------- | --------- |
| Chaumes-en-Retz           | Jacky Drouet          |           | DVG       |
| Chauvé                    | Pierre Martin         |           | DVD       |
| Cheix-en-Retz             | Luc Normand           |           | DVD       |
| La Bernerie-en-Retz       | Jacques Prieur        |           | SE        |
| La Plaine-sur-Mer         | Danièle Vincent       |           | SE        |
| Les Moutiers-en-Retz      | Pascale Briand        |           | LR        |
| Pornic                    | Claire Hugues         |           | LR        |
| Port-Saint-Père           | Gaëtan Léauté         |           | DVD       |
| Préfailles                | Claude Caudal         |           | DVG       |
| Rouans                    | Jacques Ripoche       |           | SE        |
| Saint-Hilaire-de-Chaléons | Françoise Relandeau   |           | DVD       |
| Saint-Michel-Chef-Chef    | Eloïse Bourreau-Gobin |           | DVC       |
| Sainte-Pazanne            | Aurélie Guitteny      |           | DVG       |
| Villeneuve-en-Retz        | Yves Blanchard        |           | SE        |
| Vue                       | Nadège Placé          |           | SE        |

### Conseil communautaire
Les 42 conseillers titulaires sont ainsi répartis selon le droit commun comme suit : 
| Nombre de délégués | Communes                                                                        |
| ------------------ | ------------------------------------------------------------------------------- |
| 11                 | Pornic                                                                          |
| 5                  | Chaumes-en-Retz                                                                 |
| 4                  | Sainte-Pazanne                                                                  |
| 3                  | La Plaine-sur-Mer, Saint-Michel-Chef-Chef, Villeneuve-en-Retz                   |
| 2                  | Chauvé, La Bernerie-en-Retz, Port-Saint-Père, Rouans                            |
| 1                  | Cheix-en-Retz, Les Moutiers-en-Retz, Préfailles, Saint-Hilaire-de-Chaléons, Vue |

### Élus
La communauté d'agglomération est administrée par son conseil communautaire constitué en 2020 de 42 conseillers communautaires, qui sont des conseillers municipaux représentant chacune des communes membres.
À la suite des élections municipales de 2020 en Loire-Atlantique, le conseil communautaire du 9 juillet 2020 a réélu son président, Jean-Michel Brard, maire de Pornic, ainsi que ses 9 vice-présidents.
Le bureau est remanié le 27 septembre 2023 à la suite de la démission de Bernard Morilleau, maire de Sainte-Pazanne. Gérard Allain, adjoint au maire de Sainte-Pazanne est élu vice-président.  
Le bureau est remanié le 17 juillet 2024 à la suite de la démission de Jean-Michel Brard, député de la 9e circonscription de Loire-Atlantique. Pascale Briand, élue présidente de Pornic agglo Pays de Retz, reste chargée du Développement économique. Depuis cette date, la liste des vice-présidents est la suivante : 
|     | Attributions                                           | Identité          | Qualité                            |
| --- | ------------------------------------------------------ | ----------------- | ---------------------------------- |
| 1re | Cycle de l'eau, littoral et marais                     | Claude Caudal     | Maire de Préfailles                |
| 2e  | Aménagement du territoire                              | Séverine Marchand | Maire de La Plaine-sur-Mer         |
| 3e  | Gestion des déchets                                    | Jacky Drouet      | Maire de Chaumes-en-Retz           |
| 4e  | Petite enfance, enfance et jeunesse                    | Nadège Placé      | Maire de Vue                       |
| 5e  | Mobilités                                              | Gaëtan Léauté     | Maire de Port-Saint-Père           |
| 6e  | Solidarité, santé et prévention                        | Pierre Martin     | Maire de Chauvé                    |
| 7e  | Culture et sports                                      | Jacques Prieur    | Maire de La Bernerie-en-Retz       |
| 8e  | Finances, grands projets, prospective et mutualisation | Gérard Allain     | Adjoint au maire de Sainte-Pazanne |
| 9e  | Ressources Humaines, mutualisation                     | Claire Hugues     | Maire de Pornic                    |

Avec 13 autres élus, ils forment le bureau communautaire pour la période 2024-2026.
- Jean-Bernard Ferrer, maire de Villeneuve-en-Retz
- Isabelle Calard, 2e adjointe au maire de Villeneuve-en-Retz
- Jacques Ripoche, maire de Rouans
- Françoise Relandeau, maire de Saint-Hilaire-de-Chaléons
- Luc Normand, maire de Cheix-en-Retz
- Eloïse Bourreau-Gobin, maire de Saint-Michel-Chef-Chef
- Bernadette Mellerin, conseillère municipale (minorité) de Saint-Michel-Chef-Chef
- Virginie Briand, 1re adjointe au maire de Chaumes-en-Retz et maire déléguée de Chéméré
- Claire Hugues, 1re adjointe au maire de Pornic
- Christiane Van Goethem, 3e adjointe au maire de Pornic
- Edgard Barbe, 4e adjoint au maire de Pornic
- Monique Dionnet, 3e adjointe au maire de Sainte-Pazanne
- Danièle Vincent, 1re adjointe au maire de La Plaine-sur-Mer

### Liste des présidents
| Période         | Période        | Identité          | Étiquette | Qualité                              |
| --------------- | -------------- | ----------------- | --------- | ------------------------------------ |
| 5 janvier 2017  | 8 juillet 2024 | Jean-Michel Brard | DVD       | Maire de Pornic (2014 → 2024)        |
| 17 juillet 2024 | En cours       | Pascale Briand    | DVD       | Maire des Moutiers-en-Retz (2014 → ) |

### Compétences
L'intercommunalité exerce les compétences qui lui ont été transférées par les communes membres, dans les conditions définies par le code général des collectivités territoriales.

### Régime fiscal et budget
La communauté d'agglomération est un établissement public de coopération intercommunale à fiscalité propre.
Afin de financer l'exercice de ses compétences, l'intercommunalité perçoit la fiscalité professionnelle unique (FPU) – qui a succédé à la taxe professionnelle unique (TPU) – et assure une péréquation de ressources entre les communes résidentielles et celles dotées de zones d'activité.

### Effectifs
Afin de mettre en œuvre ses compétences, l'intercommunalité emploie 200 agents.